# دبليو سي دبليو/إن دبليو أو ثاندر
دبليو سي دبليو/إن دبليو أو ثاندر (بالإنجليزية: WCW/nWo Thunder)‏ ، هي لعبة فيديو إلكترونية من نوع الرياضة، نشرها شركة تي إتش كيو الأمريكية سنة 1998م، وتعمل حصرياً لنظام بلاي ستيشن، قامت إحدى منظمات الخبر المتعلقة بالألعاب الفيديو بتقييمات متفرقة، وكان أغلبها أن أداء اللعبة لم تكن مرضياً.